# The First Grader
The First Grader è un film del 2010 diretto da Justin Chadwick.
Film biografico interpretato da Naomie Harris, Oliver Litondo e Tony Kgoroge, basato sulla vera storia di Kimani Ng'ang'a Maruge, un uomo keniano che si iscrisse per la prima volta alla scuola elementare all'età di 84 anni, dopo che il governo del Kenya annunciò il programma di istruzione elementare universale e gratuita nel 2003.

## Trama
Nel 2003, il governo del Kenya annunciò di offrire l'istruzione pubblica gratuita per tutti. Kimani Maruge, all'età di 84 anni, decide allora di imparare a leggere e scrivere. L'ingresso nella scuola è difficile perché le classi sono già sovraffollate e non ci sono scorte sufficienti per tutti gli studenti. Inoltre, la sua istruzione genera scandalo e risveglia i violenti ricordi del passato coloniale del paese. Eppure Maruge, fortemente motivato, riesce a farsi accettare.

## Riconoscimenti
- 2010 - Doha Tribeca Film Festival
  - Audience Prize
- 2010 Palm Beach Film Festival
  - Best Feature Film
- Durban International Film Festival
  - Audience Award
- Toronto Film Festival
  - Audience Prize
- 2011 - 38° Ghent International Film Festival Music
  - 2011 World Soundtrack Awards - Discovery of the Year prize
- 2011 - Kenya International Film Festival
  - Migliore attore (Oliver Litondo)
  - Migliore attrice (Naomie Harris)
  - Miglior film